# Hoplitis orthodonta
Hoplitis orthodonta är en biart som först beskrevs av Cockerell 1932.  Hoplitis orthodonta ingår i släktet gnagbin, och familjen buksamlarbin. Inga underarter finns listade i Catalogue of Life.